# Michael von Kienmayer

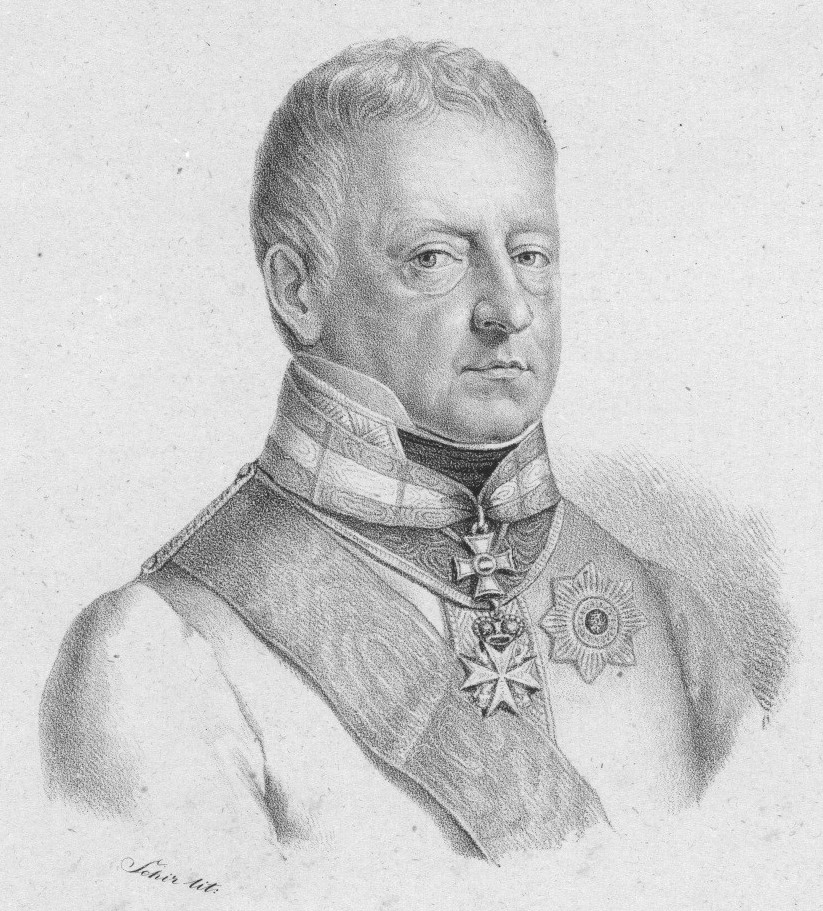
Michael von Kienmayer

Michael von Kienmayer (Wenen, 17 januari 1755 - aldaar, 18 oktober 1828) was een Oostenrijks generaal.
In 1774 nam Von Kienmayer als cadet dienst in het 26e Oostenrijkse infanterieregiment "Puebla de Portugalo". In 1775 werd hij luitenant in het 8e dragonderregiment "Jung-Modena". 1778 werd hij tweede ritmeester in het 35e Huzarenregiment "Vinzenz Freiherr von Barcó" en vocht hij mee in de Beierse Successieoorlog. Van 1787 tot 1792 vocht hij in de Turkenoorlog. In 1788 werd hij majoor, in 1789 luitenant-kolonel en daarna kolonel en kreeg hij de Orde van Maria Theresia. In 1793 voerde hij het bevel over het 35e Huzarenregiments "Barcó" en vocht hij in de Eerste Coalitieoorlog. In 1794 werd hij generaal-majoor. In 1798 vocht hij in de Tweede Coalitieoorlog als bevelhebber van het 10e huzarenregiment "Mészáros". In 1799 werd hij luitenant-veldmaarschalk en divisiecommandant. In 1800 vocht hij in de Slag bij Hohenlinden. In 1802 werd hij bevelhebber van het 8e Huzarenregiment "Pressburg". In 1805 vocht hij in de Derde Coalitieoorlog. In 1806 was hij bevelhebber van de Oostenrijkse cavalerie in de Slag bij Austerlitz. In 1809 vocht hij in de Vijfde Coalitieoorlog onder meer de Slag bij Aspern. In 1826 ging hij met pensioen.
- Gemeinsame Normdatei: 122170768
- Virtual International Authority File: 3346980